# Línea B (Metro de Medellín)
La Linea B del Metro de Medellín es una línea de metro utilizada como sistema de transporte masivo de alta capacidad, inaugurada el día 28 de febrero de 1996.  Su trazado atraviesa al municipio de Medellín de centro a occidente y viceversa, en una longitud total de 5.3 km, de forma elevada y a nivel. Posee un capacidad máxima de 13 100 pasajeros hora sentido, en ella operan seis trenes, su tiempo de recorrido es de 15 minutos y 30 segundos, con una frecuencia máxima de cuatro minutos y 45 segundos entre trenes. Su color distintivo es el naranja
Cuenta con siete estaciones, seis elevadas y una a nivel, tres de estas facilitan la integración a otras líneas del SITVA. Sirve directamente a la comuna número 10 La Candelaria con dos estaciones, a la comuna número 11 Laureles-Estadio con, también, dos estaciones y, finalmente, a la comuna número 12 La America y número 13 San Javier con una estación respectivamente.

## Inauguración
El 8 de abril de 1994 se realiza primera prueba técnica en un trayecto de 11 km de la Línea A entre los talleres en Bello y la Estación Caribe. El 30 de noviembre de 1995 fue inaugurado por los entonces: Presidente de la República Ernesto Samper Pizano, Alcalde de Medellín Sergio Naranjo Pérez, Gobernador de Antioquia Álvaro Uribe Vélez y el Gerente de la Empresa de Transporte Masivo del Valle de Aburrá Alberto Valencia Ramírez, en un tramo de la Línea A, entre la Estación Niquía y la Estación Poblado. Posteriormente se inauguran la Línea B y la Línea C el 28 de febrero de 1996 y finalmente se habilita todo del sistema el 30 de septiembre de 1996 con la entrada en operación del tramo entre la Estación Poblado y la Estación Itagüí.

## Ampliaciones
- El 26 de octubre de 2006 se contrata la construcción de la Línea J de tipo teleférico, integrada directamente con el sistema Metro. Para su realización fue necesaria la ampliación de la Estación San Javier.
- El 3 de marzo de 2008 es inaugurada la ampliación de la Estación San Javier junto con la Línea J.[2]

## Recorrido
La Linea B del Metro de Medellín atraviesa al municipio de Medellín de oriente a occidente y viceversa. Inicia su recorrido desde la Estación San Antonio, estación de transferencia con la Línea A del metro y la Línea T del Tranvía de Medellín. Prosigue su curso mediante viaducto elevado hacia el occidente de la ciudad de Medellín sobre la calle 46 hacia la Estación Cisneros, ubicada sobre el cruce de la Avenida Ferrocarril con la calle 46, estación con integración a la Línea 1 de Metroplús.
Continua su curso al occidente sobrepasando el río Medellín, para luego tomar un curso paralelo al cauce de la quebrada La Hueso, recorriendo las estaciones Suramericana, Estadio, Floresta y Santa Lucía de forma elevada.
Finalmente pasa a nivel para terminar su recorrido en la estación San Javier, la cual permite la transferencia a la línea J del Metrocable.

## Estaciones
Esta línea cuenta siete estaciones, seis elevadas y una a nivel, tres de estas permiten la integración a otras líneas; todas ellas están adaptadas para facilitar el ingreso a personas de movilidad reducida (PMR). Sirve directamente a la comuna de La Candelaria con dos estaciones, a la comuna de Laureles-Estadio con dos estaciones y a la comuna de La America y de San Javier una estación respectivamente.
A continuación, el listado de las estaciones de la línea B. En negrita, estaciones de combinación con otras líneas del SITVA.
| Estación     | Inauguración          | Municipio | Dirección            | Interconexión | Tipo de estación            | Posición |
| ------------ | --------------------- | --------- | -------------------- | ------------- | --------------------------- | -------- |
| San Javier   | 28 de febrero de 1996 | Medellín  | Carrera 99 # 45-26   |               | Terminal y de interconexión | A nivel  |
| Santa Lucía  | 28 de febrero de 1996 | Medellín  | Calle 47DD # 86-53   | —             | De paso                     | Elevada  |
| Floresta     | 28 de febrero de 1996 | Medellín  | Carrera 80 # 47D-30  |               | De interconexión y de paso  | Elevada  |
| Estadio      | 28 de febrero de 1996 | Medellín  | Carrera 70 # 47D-15  | —             | De paso                     | Elevada  |
| Suramericana | 28 de febrero de 1996 | Medellín  | Carrera 65 # 47D-15  | —             | De paso                     | Elevada  |
| Cisneros     | 28 de febrero de 1996 | Medellín  | Carrera 57 # 45A-50  |               | Combinación y de paso       | Elevada  |
| San Antonio  | 28 de febrero de 1996 | Medellín  | Carrera 51 A # 46-08 |               | Terminal y de interconexión | Elevada  |